# Загорская ГАЭС
Заго́рская гидроаккумули́рующая электроста́нция — гидроаккумулирующая электростанция (ГАЭС) на реке Кунье у посёлка Богородское в Сергиево-Посадском районе Московской области. Бо́льшая из двух действующих в России гидроаккумулирующих электростанций. Является важным структурным элементом энергосистемы Центра, участвуя в автоматическом регулировании частоты и перетоков мощности, а также покрывая суточные пиковые нагрузки в Московской и Центральной энергосистемах. Первая очередь Загорской ГАЭС мощностью 1200 МВт была построена в 1980—2003 годах, с 2007 года ведётся строительство второй очереди мощностью 840 МВт, после завершения которого Загорская ГАЭС станет самой крупной электростанцией Московского региона. Входит в состав ПАО «РусГидро».

## Природные условия
Сооружения Загорской ГАЭС расположены на северном склоне Клинско-Дмитровской моренной гряды (сформировавшейся в московскую стадию среднечетвертичного оледенения), в пределах древней переуглублённой долины реки Куньи (левый приток реки Дубны). В пределах участка расположения станции широко развиты оползневые процессы, что существенно осложнило её строительство.
Геологические условия района расположения ГАЭС характеризуются как сложные. Современный рельеф сформирован моренными отложениями (суглинками и супесями), перекрытыми чехлом покровных суглинков, а также аллювиальными отложениями, сформировавшими существующие пойму и террасу реки Куньи. Под ними залегают меловые отложения, представляющие собой чередующиеся пласты песков и глин, залегающие практически горизонтально. В толщу меловых пород на глубину до 100 м врезана древняя погребённая долина Пра-Куньи, заполненная песчаными отложениями. В пределах участка строительства выявлено три основных водоносных горизонта, не считая ряда локальных горизонтов в толще моренных отложений. Грунтовые воды в большинстве случаев имеют напор 10—15 м.
Загорская ГАЭС расположена в таёжно-лесной зоне. Климатические условия характеризуется как влажные — среднемноголетнее количество осадков составляет 629 мм в год, из которых 70 % выпадает в тёплое время года. Количество дней с осадками в году — до 260, суточный максимум осадков может достигать 60 мм.

## Конструкция станции
Загорская ГАЭС конструктивно разделяется на две очереди — собственно Загорскую ГАЭС (первая очередь) и строящуюся Загорскую ГАЭС-2 (вторая очередь). Некоторые сооружения (нижний бассейн, КРУЭ 500 кВ) являются общими для обеих очередей. Обе очереди станции спроектированы институтом «Гидропроект».

### Сооружения первой очереди ГАЭС
В состав первой очереди Загорской ГАЭС мощностью 1200/1320 МВт (в турбинном/насосном режимах соответственно) и среднегодовой выработкой 1,932 млрд кВт·ч входят станционный узел, верхний аккумулирующий бассейн, напорные трубопроводы, реверсивный водоприёмник, нижний аккумулирующий бассейн.

#### Станционный узел
В состав станционного узла первой очереди Загорской ГАЭС входят:
- здание ГАЭС;
- монтажная площадка;
- сопрягающие подпорные стенки 1 и 2 ярусов;
- крепление нижнего бьефа;
- сопрягающие напорно-земляные дамбы;
- открытое распределительное устройство (ОРУ) 500 кВ;
- служебно-производственный корпус;
- трансформаторная мастерская;
- помещения пусковых тиристорных устройств;
- дренажные системы.

Здание Загорской ГАЭС (1 очереди) железобетонное, длиной 138 м, шириной 73 м и высотой 50 м. Конструктивно здание разделено на 5 секций: 4 боковых с одним гидроагрегатом в каждой и центральную, в которой размещены 2 гидроагрегата и насосная станция системы осушения.
В машинном зале здания ГАЭС размещены 6 вертикальных обратимых гидроагрегатов. Монтаж/демонтаж гидроагрегатов производится при помощи двух мостовых кранов грузоподъёмностью 320 т каждый. Обратимые гидроагрегаты состоят из насосотурбин и двигателей-генераторов. Насосотурбина РОНТ 115/812-В-630 радиально-осевая с диаметром рабочего колеса 6,3 м, имеет мощность в турбинном режиме 205 МВт, работает на расчётном напоре 100/105 м. Направляющий аппарат имеет 20 лопаток; приводы лопаток на агрегатах № 1 и 2 с индивидуальными сервомоторами на каждую лопатку, на остальных агрегатах — с регулирующим кольцом и сдвоенными сервомоторами. Насосотурбины изготовлены Ленинградским металлическим заводом. Двигатель-генератор ВГДС 1025/245-40УХЛ4 зонтичного типа имеет мощность 200/220 МВт в двигательном и генераторном режимах соответственно; номинальная частота вращения — 150 об/мин. Двигатели-генераторы изготовлены предприятием «Уралэлектротяжмаш».
Электроэнергия на/с двигателей-генераторов подаётся на напряжении 15,75 кВ, для его преобразования в напряжение линий электропередачи (500 кВ) используются 6 блочных трансформаторов номинальной мощностью 250 000 кВ.А и весом 330 т каждый, установленных на открытом воздухе со стороны напорных трубопроводов. На крыше здания ГАЭС установлены портальные опоры воздушных перекидок на КРУЭ 500 кВ.
КРУЭ 500 кВ предназначено для связи ГАЭС с энергосистемой. Шесть агрегатов ГАЭС объединены без выключателей в два укрупнённых блока (по три агрегата), которые подключены к комплектному элегазовому распределительному устройству (КРУЭ). Изначально станция использовала распределительное устройство открытого типа (ОРУ) со сборными шинами, выполненными по схеме четырёхугольника (такая схема упрощает конструкцию ОРУ, но снижает его надёжность), с использованием воздушных выключателей ВНВ-500. С энергосистемой КРУЭ 500 кВ соединено двумя линиями электропередачи напряжением 500 кВ: на Костромскую ГРЭС и подстанцию Трубино.  Линия электропередачи Костромская ГРЭС — Трубино существовала до строительства Загорской ГАЭС, ОРУ которой было подключено к ней путём врезки. Планируется, что после завершения строительства 2 очереди Загорской ГАЭС выдача электроэнергии и мощности как первой, так и второй очередей станции будет осуществляться с единого КРУЭ 500 кВ.

#### Верхний аккумулирующий бассейн
Верхний аккумулирующий бассейн (водохранилище) первой очереди Загорской ГАЭС имеет полезный объём 22,4 млн м³, полный объём — 30 млн м³, площадь зеркала — 2,6 км². Объём бассейна позволяет осуществлять работу ГАЭС на мощности 1200 МВт в течение 4 часов 20 минут; при этом вырабатывается 4,6—5,2 млн кВт·ч электроэнергии. Отметка нормального подпорного уровня верхнего бассейна составляет 266,5 м, уровня мёртвого объёма — 257,5 м. Бассейн имеет вытянутую с востока на запад форму, образован с помощью дамб общей длиной около 9 км и высотой 15—30 м. Дамбы возведены как из моренных грунтов, так и из смеси грунтов различных типов — моренных и покровных. Для отвода фильтрующихся вод в теле дамб проложен вертикальный и горизонтальный песчаный дренаж. Напорная грань дамб укреплена монолитным железобетоном толщиной 20 см, закреплённым бетонными анкерами.

#### Реверсивный водоприёмник
Реверсивный водоприёмник первой очереди располагается в районе верхнего аккумулирующего бассейна и предназначен для подачи воды из/в напорных трубопроводов. Конструкция водоприёмника руслового типа (его сооружения непосредственно воспринимают напор бассейна). Водоприёмник представляет собой железобетонное сооружение длиной 102 м, шириной 70 м и высотой 48 м, с шестью водопроводящими галереями и башней управления. В состав сооружений водоприёмника входят двухъярусные подпорные стенки, здание водоприёмника, крепление подводящего канала и железобетонный понур. В водоприёмнике смонтированы сороудерживающие решётки, а также плоские ремонтные и аварийно-ремонтные затворы, для оперирования которыми имеется козловой кран.

#### Напорные трубопроводы
Напорные трубопроводы предназначены для перемещения воды из нижнего в верхний бассейн и обратно в процессе работы ГАЭС. Первая очередь Загорской ГАЭС имеет шесть напорных трубопроводов, по одному на каждый агрегат. Напорные трубопроводы располагаются на склоне (уклон до 10°), соединяя реверсивный водоприёмник и здание ГАЭС; склон в районе трубопроводов укреплён многоступенчатой бетонной плитой толщиной 20 см с дренажными устройствами. Каждый трубопровод имеет длину 723 м и внутренний диаметр 7,5 м.
Напорные трубопроводы сталежелезобетонные (внутренняя оболочка толщиной 10 мм стальная, стенки толщиной 40 см железобетонные), выполнены из отдельных секций (по 19 секций длиной 40 м на каждый трубопровод), между которыми размещены температурные компенсаторы из листовой резины. Каждая секция, в свою очередь, смонтирована из отдельных звеньев длиной 4,41 м и весом 140 т каждое. Трубопроводы опираются на фундамент, выполненный в виде ростверка из одиночных буронабивных свай диаметром 1 м, заглублённых на 16—22 м.

#### Нижний аккумулирующий бассейн
Нижний аккумулирующий бассейн является единым для обеих очередей Загорской ГАЭС (при строительстве второй очереди производится увеличение его ёмкости путём выемки грунта). Бассейн представляет собой водохранилище, созданное путём перекрытия реки Кунья грунтовой плотиной, намытой из песка. Длина плотины — 770 м, максимальная высота — 26 м, верховой откос плотины укреплён железобетонными плитами. Сброс избыточных расходов воды производится через двухниточный донный водосброс пропускной способностью 160 м³/с, перекрываемый затворами. Склоны бассейна, прилегающие к зданию ГАЭС, а также противоположный от здания ГАЭС склон укреплены железобетонными плитами; на остальном протяжении бассейна крепления нет, участки, не обладающие устойчивостью, подвергнуты искусственному уположению. Полный объём нижнего бассейна (до его расширения при строительстве второй очереди ГАЭС) составляет 33,9 млн м³, отметка нормального подпорного уровня — 162,5 м, уровня мёртвого объёма — 152 м.

Сооружения 1 очереди Загорской ГАЭС
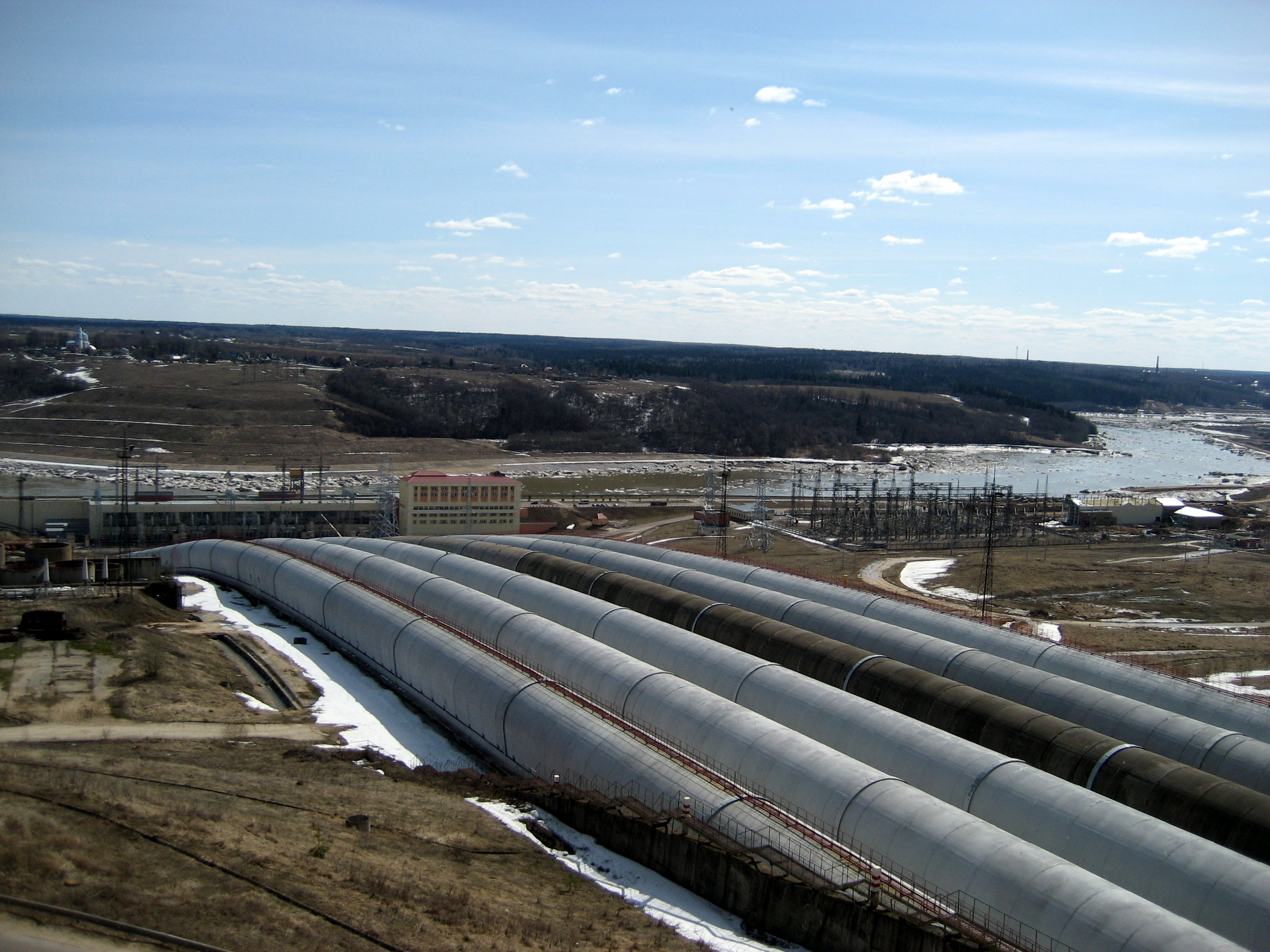
Напорные водоводы
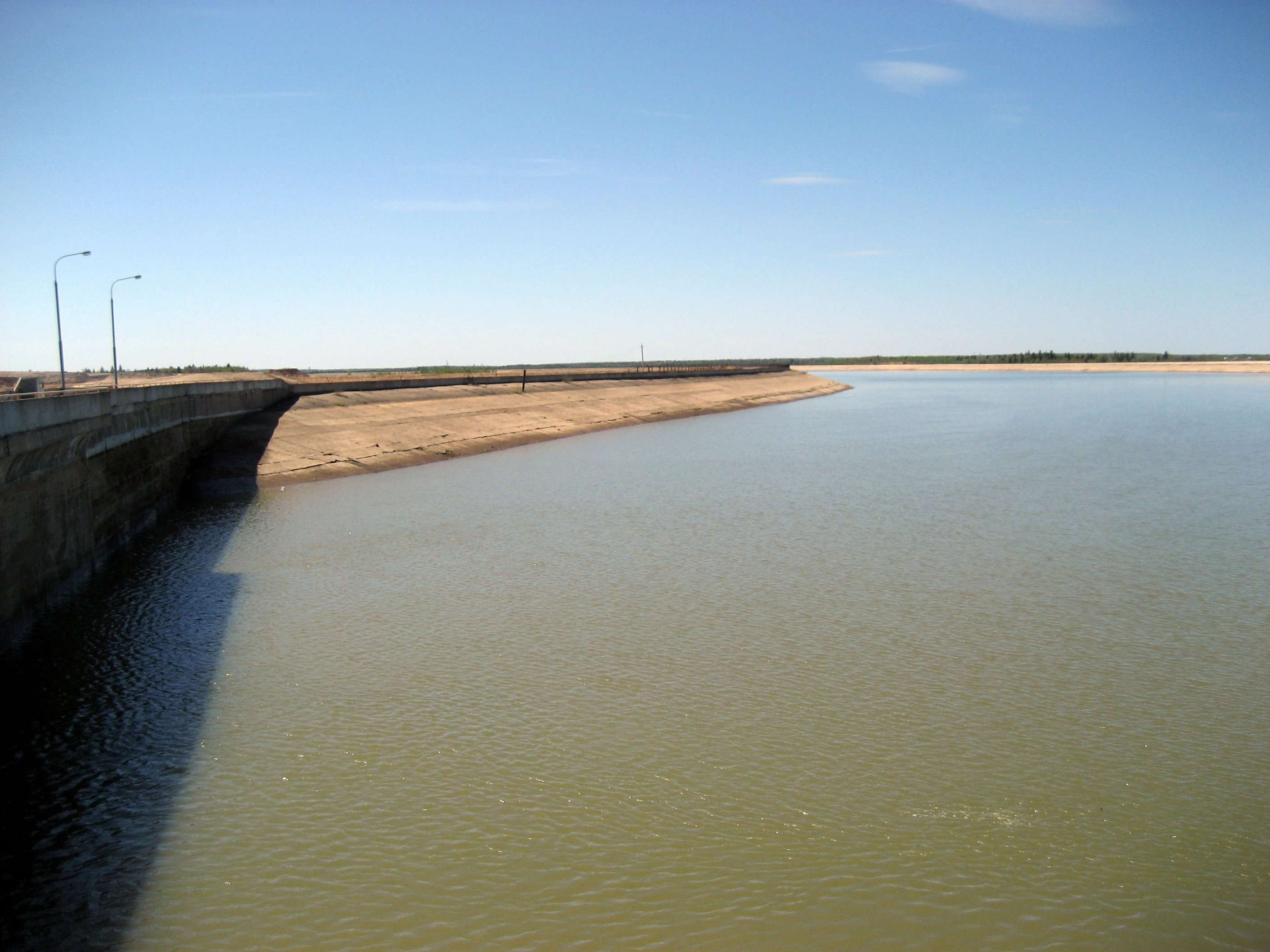
Верхний бассейн
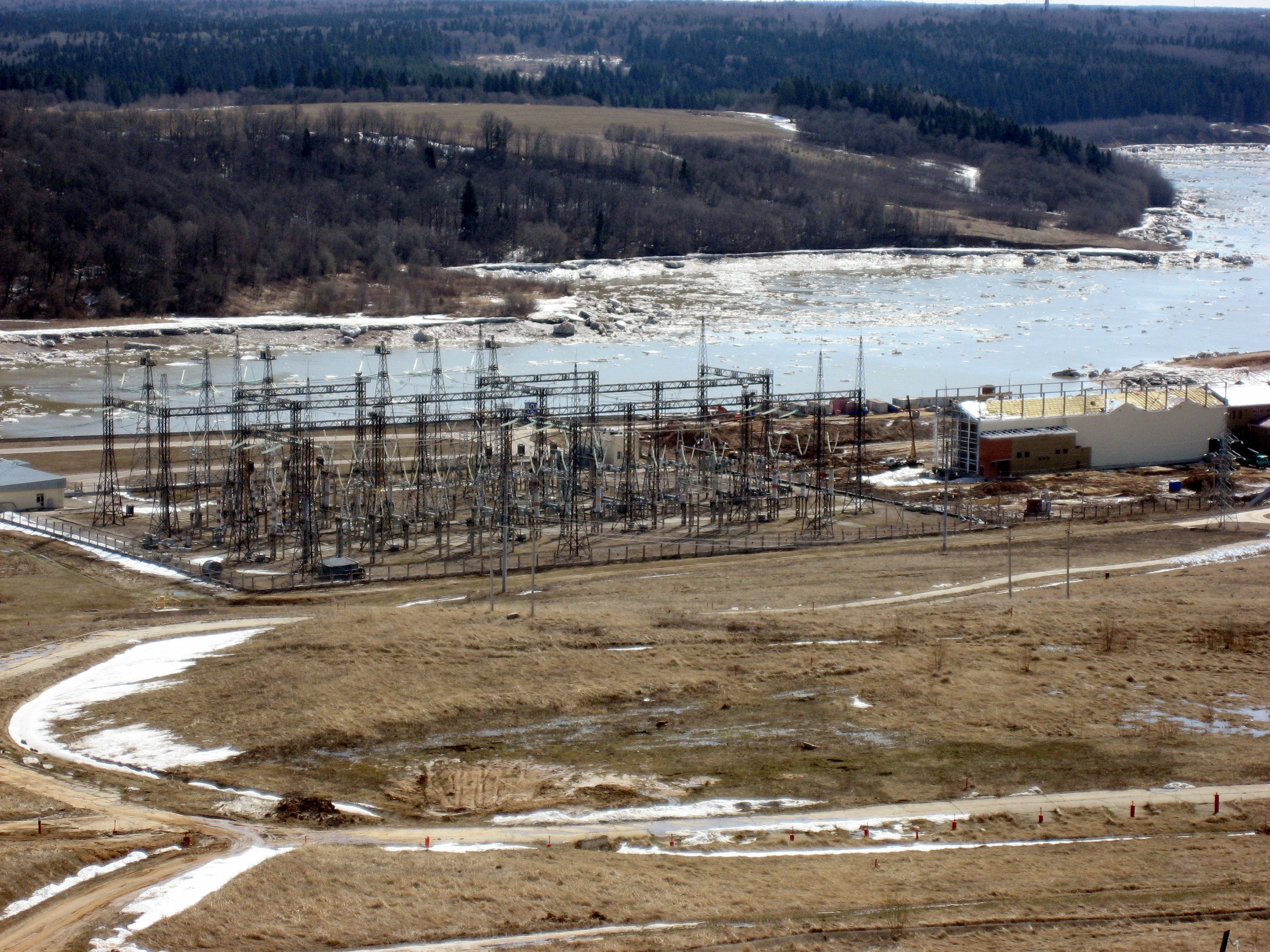
ОРУ и строящееся КРУЭ
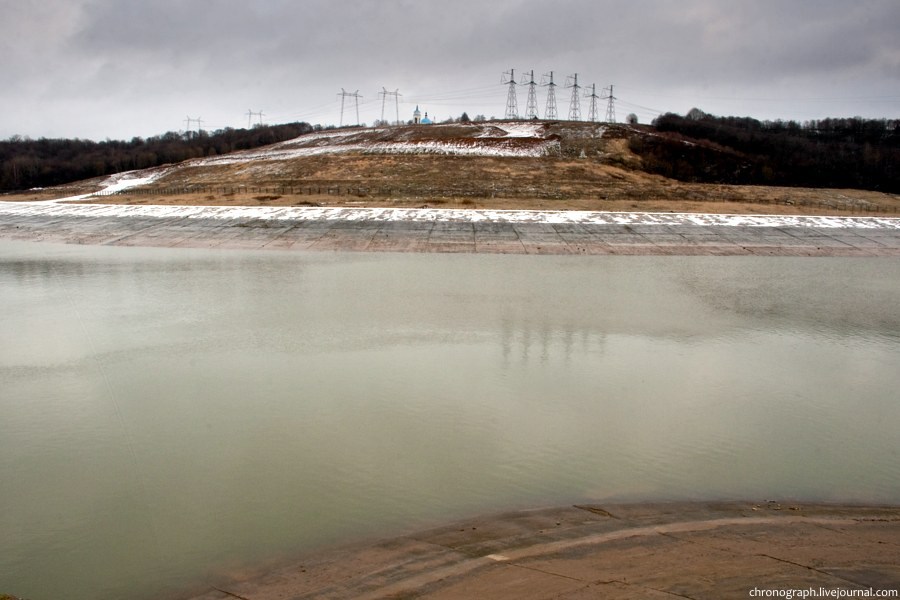
Нижний бассейн
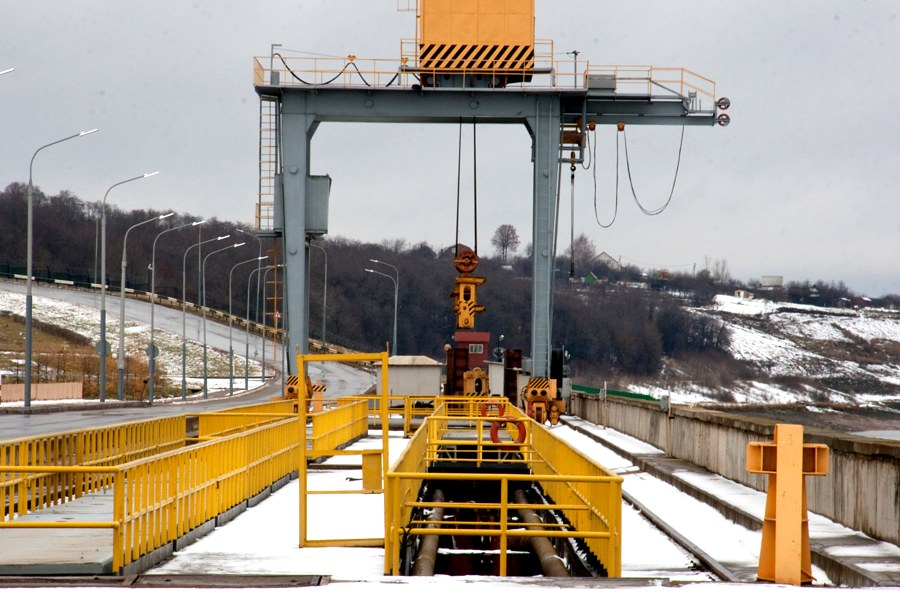
Козловой кран затворов нижнего бьефа
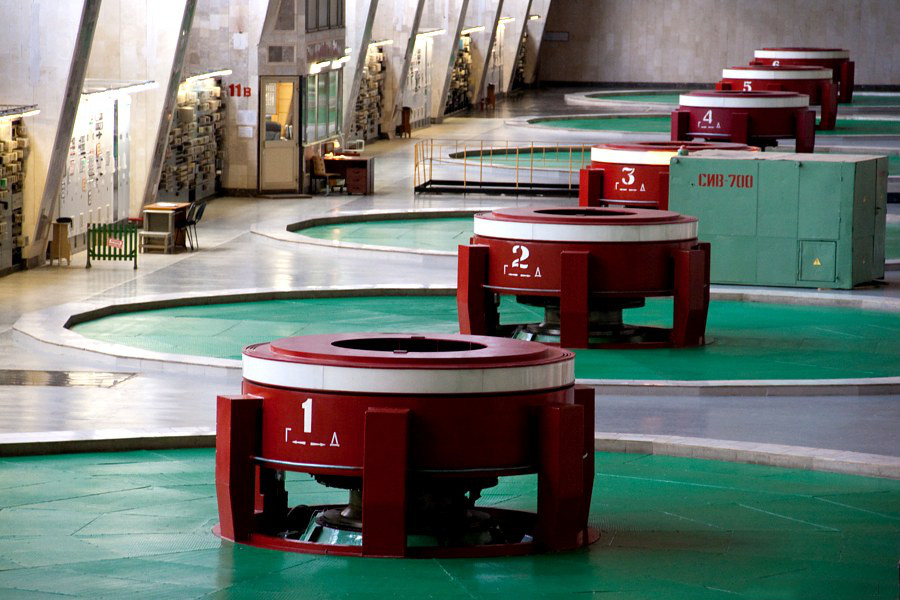
Машинный зал

### Сооружения второй очереди ГАЭС
Строящаяся вторая очередь (Загорская ГАЭС-2) располагается в 700—800 м южнее сооружений первой очереди — 56°28′25″ с. ш. 38°11′26″ в. д.. Конструктивно вторая очередь состоит из тех же сооружений, что и первая, — станционного узла, напорных водоводов, реверсивного водоприёмника, верхнего и нижнего аккумулирующих бассейнов. Проектная мощность Загорской ГАЭС-2 составляет 840/1000 МВт (турбинный/насосный режимы), среднегодовая выработка — 1 млрд кВт·ч, среднегодовое потребление электроэнергии — 1,35 млрд кВт·ч.
Станционный узел включает в себя здание ГАЭС и распределительное устройство закрытого типа (КРУЭ). В здании ГАЭС, представляющем собой неразрезную железобетонную конструкцию длиной 105,5 м, должно быть установлено 4 обратимых агрегата мощностью по 210/250 МВт каждый. Каждый агрегат включает в себя радиально-осевую насос-турбину РОНТ 115-В-630 (расчётный напор 97,5—100 м) и синхронный двигатель-генератор СВГД 1030/245-40 УХЛ4. К зданию ГАЭС слева примыкают здания монтажной площадки и временной монтажной площадки, справа — подпорные стенки. Производитель насос-турбин — Ленинградский металлический завод, двигателей-генераторов — Русэлпром.
Двигатели-генераторы выдают/потребляют электроэнергию на напряжении 15,75 кВ, которое преобразуется на напряжение 500 кВ при помощи четырёх силовых трансформаторов ТДЦ-265000/500У1. Соединение с энергосистемой как второй, так и первой очередей Загорской ГАЭС планируется осуществить через комплектное распределительное устройство элегазовое (КРУЭ) 500 кВ. Помимо уже существующих ЛЭП 500 кВ на Костромскую ГРЭС и подстанцию Трубино для связи второй очереди Загорской ГАЭС с энергосистемой планируется построить три ЛЭП 500 кВ — ещё одну на подстанцию Трубино и две на подстанцию Ярцево, которая реконструируется с целью её перевода с напряжения 220 кВ на 500 кВ.
Верхний бассейн Загорской ГАЭС-2 примыкает к таковому первой очереди станции. Бассейн создаётся с помощью дамб общей длиной 3,38 км и максимальной высотой 40 м. Полезный объём воды в бассейне должен составлять 11,9 млн м³. Реверсивный водоприёмник второй очереди по конструкции аналогичен таковому первой очереди. Напорных трубопроводов четыре, каждый из них имеет внутренний диаметр 7,5 м и длину 780 м. Технология их строительства несколько отличается от использованной при сооружении первой очереди — вместо монтажа заранее изготовленных сталежелезобетонных звеньев сначала производится монтаж стальных армакаркасов (круглых металлических колец с арматурой, длиной 8 м и весом более 70 тонн каждое). И только после монтажа армакаркасов по всей трассе водовода производится его бетонирование с использованием технологий литого бетона и скользящей опалубки. Основанием под трубопроводы является свайное поле с глубиной погружения свай 20 м. Нижний бассейн — единый для обеих очередей, для обеспечения работы второй очереди производится увеличение его ёмкости путём выемки грунта в хвостовой части бассейна, в районе Краснозаводска.

## Экономическое значение
Загорская ГАЭС является важным структурным элементом системы энергоснабжения Московского региона и энергосистемы Центра России, выполняя ряд важных общесистемных функций:
- Потребление электроэнергии в период провалов нагрузки и её выработка в период пиков потребления. Суточный график нагрузки энергосистемы отличается хорошо выраженными утренними и вечерними пиками и глубоким провалом в ночное время. При этом в энергосистеме московского региона преобладают маломанёвренные (неспособные к быстрому изменению мощности) ТЭЦ и ГРЭС. В связи с этим для прохождения ночного провала Системному оператору приходится прибегать к разгрузке тепловых электростанций, что, учитывая их конструктивные особенности, приводит к нерациональному расходу топлива и повышенному износу оборудования. Также активно используются масштабные перетоки мощности из энергосистемы Центра в энергосистему Урала и обратно, что приводит к потерям электроэнергии и повышает риск аварий. Загорская ГАЭС, потребляя избыточную электроэнергию в ночные часы и вырабатывая её в пиковое время, существенно облегчает работу энергосистемы и повышает её эффективность, даже учитывая неизбежные потери электроэнергии при гидроаккумулировании (КПД гидроаккумулирования Загорской ГАЭС составляет 73 %)[27]. В то же время в энергосистеме Центра в настоящее время сохраняются ночные избытки мощности в количестве 2—3 ГВт, что с учётом реализуемой масштабной программы строительства маломанёвренных АЭС указывает на необходимость строительства новых ГАЭС[3][28].
- Парирование различных проблем в энергосистеме, в том числе аварийных. Высокая манёвренность ГАЭС (агрегаты которой имеют возможность изменения мощности в течение нескольких минут, а в ряде случаев — и менее чем за минуту) позволяет использовать их для оперативного реагирования на различные возмущения в энергосистеме. Фактически Загорская ГАЭС используется Системным оператором как оперативный быстровводимый резерв мощности, в связи с чем число пусков гидроагрегатов станции может доходить до 30-ти в сутки и нескольких сотен в месяц. Таким образом, снижается риск возникновения крупной системной аварии[29][28][26].
- Повышение качества энергоснабжения путём потребления избыточной реактивной мощности. С целью снижения реактивной мощности (приводящей к повышению напряжения выше нормативных значений) гидроагрегаты Загорской ГАЭС активно используются для работы в режиме синхронного компенсатора. При этом из камеры рабочего колеса сжатым воздухом вытесняется вода, а гидроагрегат начинает работать как электродвигатель, потребляя реактивную мощность. Так, в конце 1990-х годов практически ежесуточно в режиме синхронного компенсатора работали 1—3 гидроагрегата ГАЭС, а суммарное время работы всех гидроагрегатов в этом режиме достигало 10 000 часов в год[30].

| 2006   | 2007   | 2008   | 2009 | 2010 | 2011 | 2012              | 2013   | 2014   | 2015   | 2016   | 2017   | 2018   | 2019   | 2020   | 2021   | 2022   |
| ------ | ------ | ------ | ---- | ---- | ---- | ----------------- | ------ | ------ | ------ | ------ | ------ | ------ | ------ | ------ | ------ | ------ |
| 1919,4 | 1934,2 | 1933,8 | 1921 | 1914 | 1764 | 1421,4 (см. ниже) | 1490,4 | 1859,7 | 1841,5 | 1875,3 | 1921,5 | 1871,2 | 1778,2 | 1790,3 | 1858,8 | 1879,7 |

Минимальные показатели выработки электроэнергии наблюдались в 2012 году (1,4 млрд кВтч.). В этот период шло расширение нижнего бассейна, для нужд строящейся Загорской ГАЭС-2, и гидроагрегаты Загорской ГАЭС были остановлены на 1 месяц, впервые за 25 лет работы.

## Экологические последствия
Ввиду относительно небольших по сравнению с классическими гидроэлектростанциями размеров водохранилищ, воздействие Загорской ГАЭС на окружающую среду имеет значительно меньшие масштабы. Ввиду отсутствия какой-либо противофильтрационной защиты дна водохранилищ, фильтрация вод из них приводит к образованию небольшой зоны подтопления, в которой наблюдается повышение уровня грунтовых вод. Режим работы ГАЭС характеризуется резкими и значительными изменениями уровней воды в водохранилищах, в связи с чем они не могут использоваться для рекреационных и хозяйственных целей и рассматриваются как чисто техногенные водоёмы; однако фактически водохранилища ГАЭС активно используются населением для любительского рыболовства и купания.
Река Кунья сильно загрязняется сточными водами, сбрасываемыми в её водосборном бассейне. Согласно проведённым исследованиям, в водохранилищах ГАЭС, вследствие активизации процессов самоочищения, происходит существенное улучшение качества воды. Влияние работы ГАЭС на ихтиофауну неоднозначно: с одной стороны, режим работы ГАЭС неблагоприятен для нереста рыбы, при проходе через гидроагрегаты ГАЭС происходит гибель рыбы и кормовых планктонных организмов; с другой стороны, условия нагула рыбы в водохранилищах лучше, чем в реке, что приводит к большей наблюдаемой численности, видовому разнообразию, средним размерам рыбы в водохранилищах ГАЭС по сравнению с речными условиями.
Заметных климатических изменений на прилегающих к водохранилищам землях не произошло. Непосредственно над зеркалом водохранилищ увеличилось на 15—20 количество дней с туманами. Функционирование ГАЭС позволило оптимизировать работу крупных тепловых электростанций Московского региона, что повлекло снижение выбросов загрязняющих веществ в атмосферу.

## История

### Строительство Загорской ГАЭС
Загорская ГАЭС проектировалась институтом «Гидропроект» как головная в предполагаемой серии унифицированных гидроаккумулирующих электростанций с напорами 100—200 м, которые планировалось разместить в Европейской части России. На ней планировалось отработать целый ряд инженерных решений, ранее не применявшихся в отечественной практике гидроэнергетического строительства, такие как мощные насос-турбины и двигатели-генераторы, протяжённые железобетонные напорные водоводы большого диаметра, дамбы верхнего бассейна с креплением железобетоном и т. п. В связи с этим строительство Загорской ГАЭС являлось экспериментальным.
Выбор площадки размещения станции был обусловлен несколькими факторами:
- Возможность создания необходимого напора;
- Удобное расположение — вблизи границ трёх областей, в зоне влияния ряда крупных тепловых электростанций и мощной энергосистемы «Мосэнерго»;
- Небольшая длина линий электропередачи, необходимых для присоединения к энергосистеме;
- Благоприятные условия организации строительства (близость транспортных магистралей, строительных баз и предприятий);
- Небольшие площади отчуждаемых сельскохозяйственных земель.

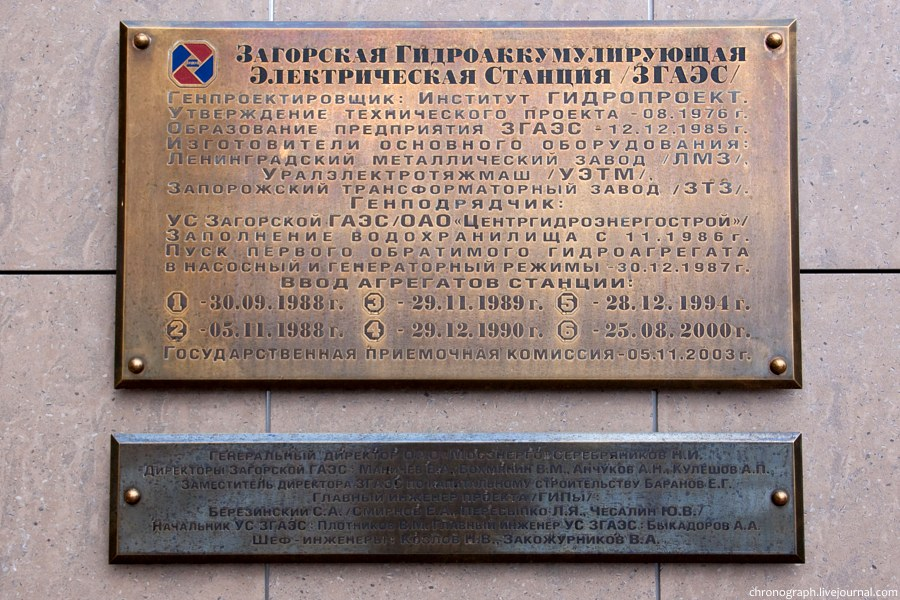
Мемориальная табличка на здании Загорской ГАЭС

Технический проект Загорской ГАЭС был утверждён в августе 1976 года, строительство основных сооружений станции было начато в 1980 году. По причине недостаточного обеспечения стройки рабочей силой и материально-техническими ресурсами сооружение станции сильно затянулось. Свою роль в этом сыграли и последовавший после распада СССР экономический кризис, а также ряд проблем технического характера. В частности, в июне 1979 года в результате подрезки склона при строительстве автодороги и плохой организации отвода грунтовых вод в южном углу котлована здания ГАЭС активизировался крупный древний оползень объёмом около 1 млн м³. Стабилизацию этого оползня удалось осуществить только в 1987 году после реализации сложного комплекса противооползневых мероприятий; тем не менее, оползень привёл к необходимости увеличения земляных работ по котловану здания ГАЭС с 1,8 до 4,3 млн м³ выемки и с 1,6 до 3,9 млн м³ насыпи. Помимо вышеописанного, в ходе строительства произошли ещё три оползня меньших масштабов.
Технология, предусматривающая отсыпку дамб верхнего бассейна только в сухую погоду, привела к очень низким темпам их сооружения. Запасы местных карьеров песчано-гравийной смеси (необходимой для приготовления бетона) оказались недостаточными, и с 1986 года стройка обеспечивалась этим материалом за счёт привоза. В 1986 году в результате отступления от технологии производства строительных работ произошло обрушение левой подпорной стенки водоприёмника.
Первый гидроагрегат Загорской ГАЭС был пущен 31 декабря 1987 года. Второй гидроагрегат был пущен 5 ноября 1988 года, третий — 29 ноября 1989 года, четвёртый — 29 декабря 1990 года, пятый — 28 декабря 1994 года. В связи с экономическим кризисом 1990-х завершение строительства ГАЭС затянулось, и станция долгое время функционировала с неполным составом гидроагрегатов и уменьшенной ёмкостью верхнего бассейна (9,7 млн м³). Последний, шестой гидроагрегат, а также верхний и нижний бассейны в проектных параметрах были введены в эксплуатацию 25 августа 2000 года. Государственной комиссии Загорская ГАЭС была сдана 5 ноября 2003 года. Финансирование окончания строительства Загорской аккумулирующей гидроэлектростанции велось за счёт кредита Европейского банка реконструкции и развития на сумму $ 50 млн.
Изначально Загорская ГАЭС входила в систему Мосэнерго (с 1993 года — ОАО «Мосэнерго»). В рамках реформы электроэнергетики 1 апреля 2005 года было создано ОАО «Загорская ГАЭС», акции которого были переданы ОАО «ГидроОГК». 8 января 2008 года «Загорская ГАЭС» было ликвидировано в связи с присоединением к ОАО «ГидроОГК» (ныне ПАО «РусГидро»). В настоящее время Загорская ГАЭС входит в состав ПАО «РусГидро» на правах филиала.

### Строительство Загорской ГАЭС-2

#### Проектирование
Возможность строительства второй очереди Загорской ГАЭС с целью дальнейшего сокращения дефицита регулирующей манёвренной мощности обсуждалась ещё в 1980-е годы, но решение о реализации проекта было принято лишь весной 2006 года, после произошедшей 25 мая 2005 года масштабной аварии энергосистемы Московского региона. Для строительства объекта было образовано ОАО «Загорская ГАЭС-2» (100 % дочернее общество ОАО «РусГидро»), зарегистрированное 26 апреля 2006 года.
Генеральным проектировщиком Загорской ГАЭС-2, как и первой очереди станции, был выбран институт «Гидропроект» (договор на создание ТЭО-проекта заключён в феврале 2007 года). В мае 2007 года были начаты работы по разработке котлована здания ГАЭС, 10 июля того же года произведена торжественная закладка первого камня в основание станции. В октябре — ноябре 2007 года были заключены контракты на поставку основного гидросилового оборудования — насос-турбин и двигателей-генераторов. 24 декабря 2007 года получено положительное заключение Главгосэкспертизы по проекту.

#### Строительство в 2008—2013 годах
В 2008 году на строительстве Загорской ГАЭС-2 были начаты бетонные работы — первый куб бетона был залит 18 июля. В 2009 году были заключены договоры генерального подряда на строительство станции, поставку оборудования КРУЭ и мостовых кранов машинного зала. Было завершено бетонирование фундаментной плиты здания ГАЭС, введены в эксплуатацию два бетонных завода.
| Финансирование строительства Загорской ГАЭС-2, млн рублей. |       |       |       |        |        |             |
| 2006                                                       | 2007  | 2008  | 2009  | 2010   | 2011   | 2012 (план) |
| 178 (капитальные вложения без НДС)                         | 6 200 | 7 173 | 5 818 | 15 395 | 14 400 | 12 181      |

В 2010 году финансирование строительства было значительно увеличено, работы на строительной площадке интенсифицированы. Были завершены работы по устройству свайного поля по трассе напорных водоводов (июнь), на строительную площадку с завода-изготовителя доставлены два первых рабочих колеса насос-турбин (23 июня), начаты работы по строительству понура водоприёмника (июль) и реверсивного канала станционного узла (август). 11 октября был начат монтаж первой нитки напорных водоводов, в декабре — монтаж оборудования КРУЭ.

Строительство Загорской ГАЭС-2
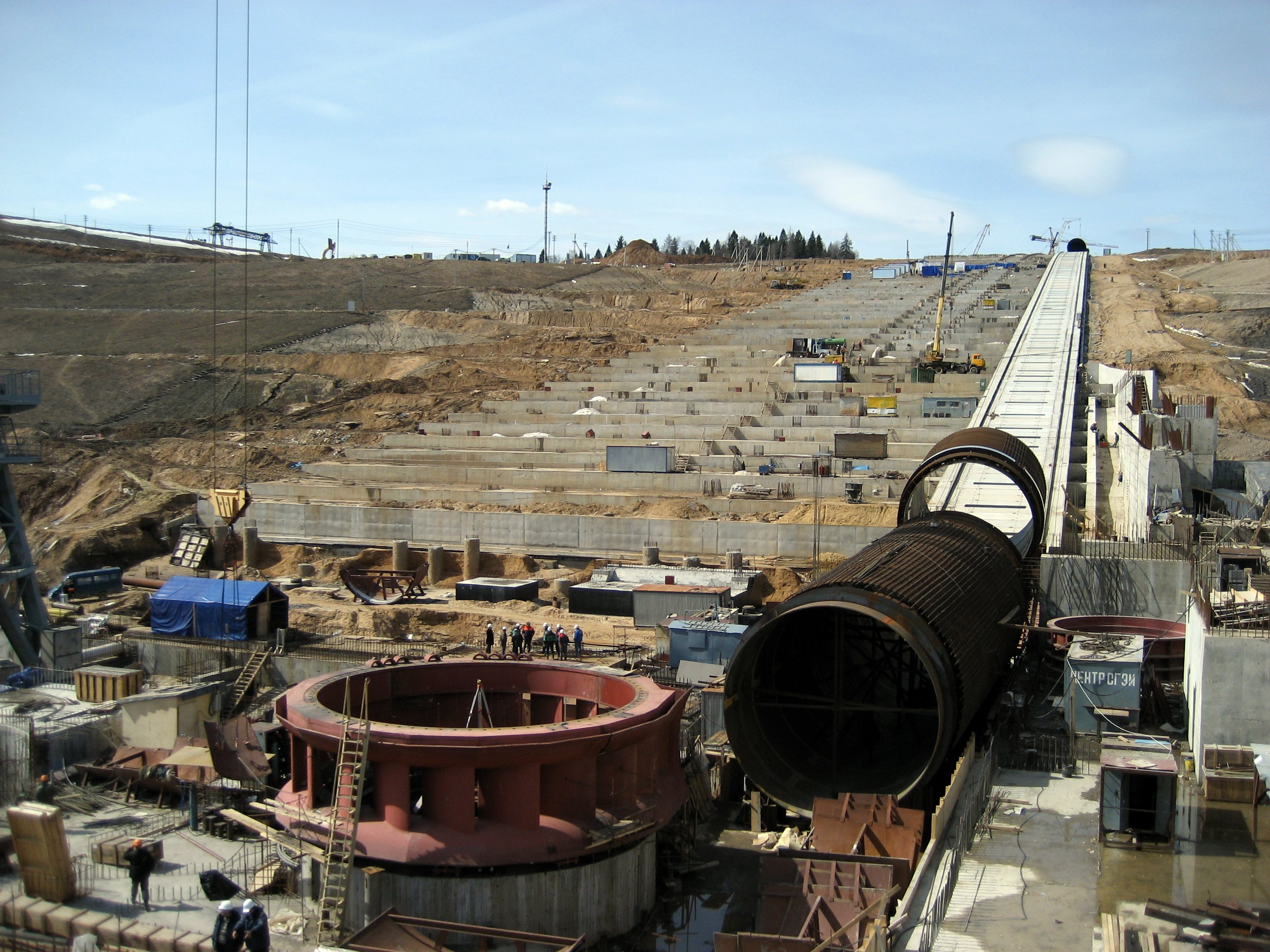
Машинный зал, апрель 2011
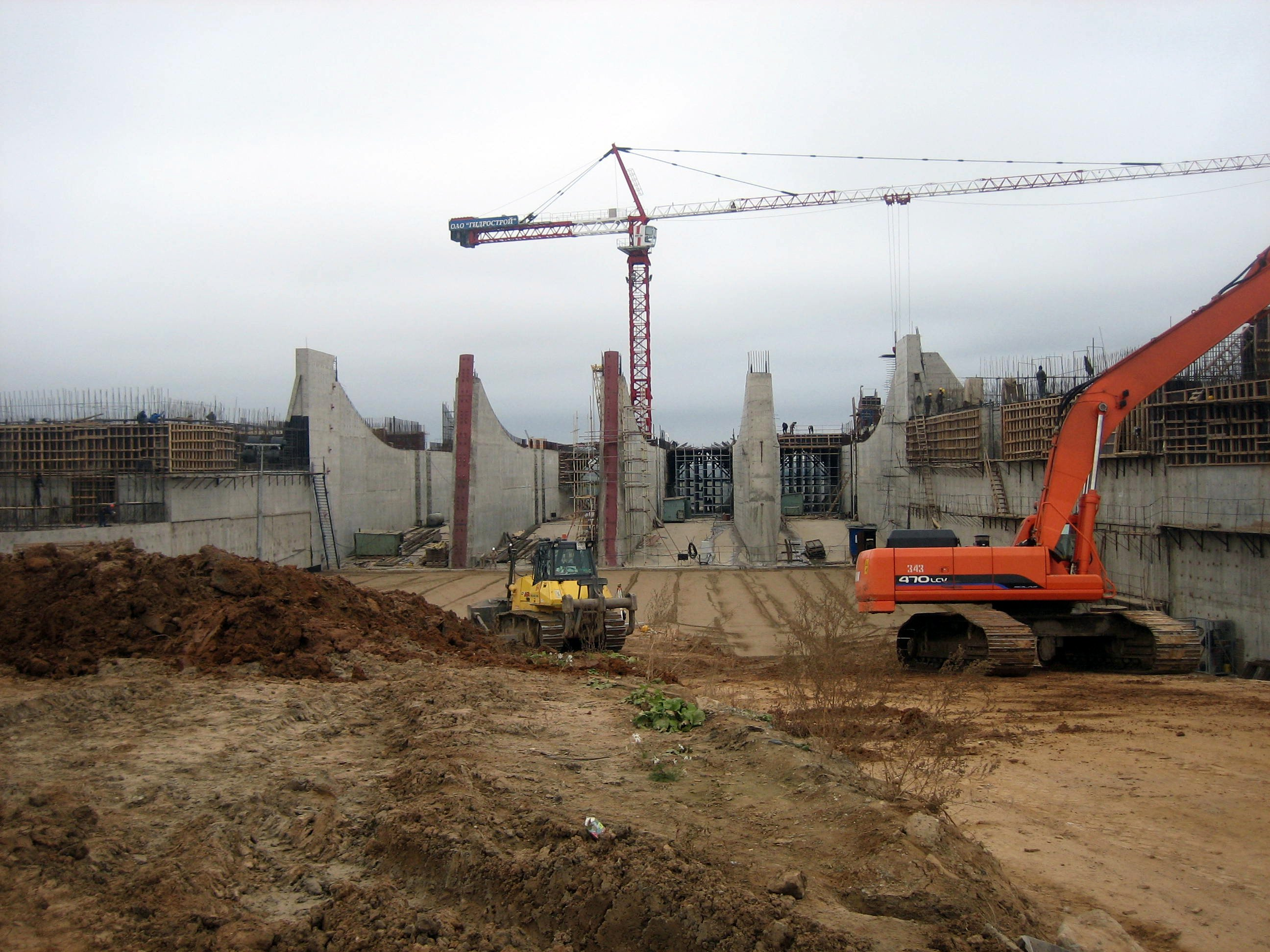
Водоприёмник, октябрь 2010
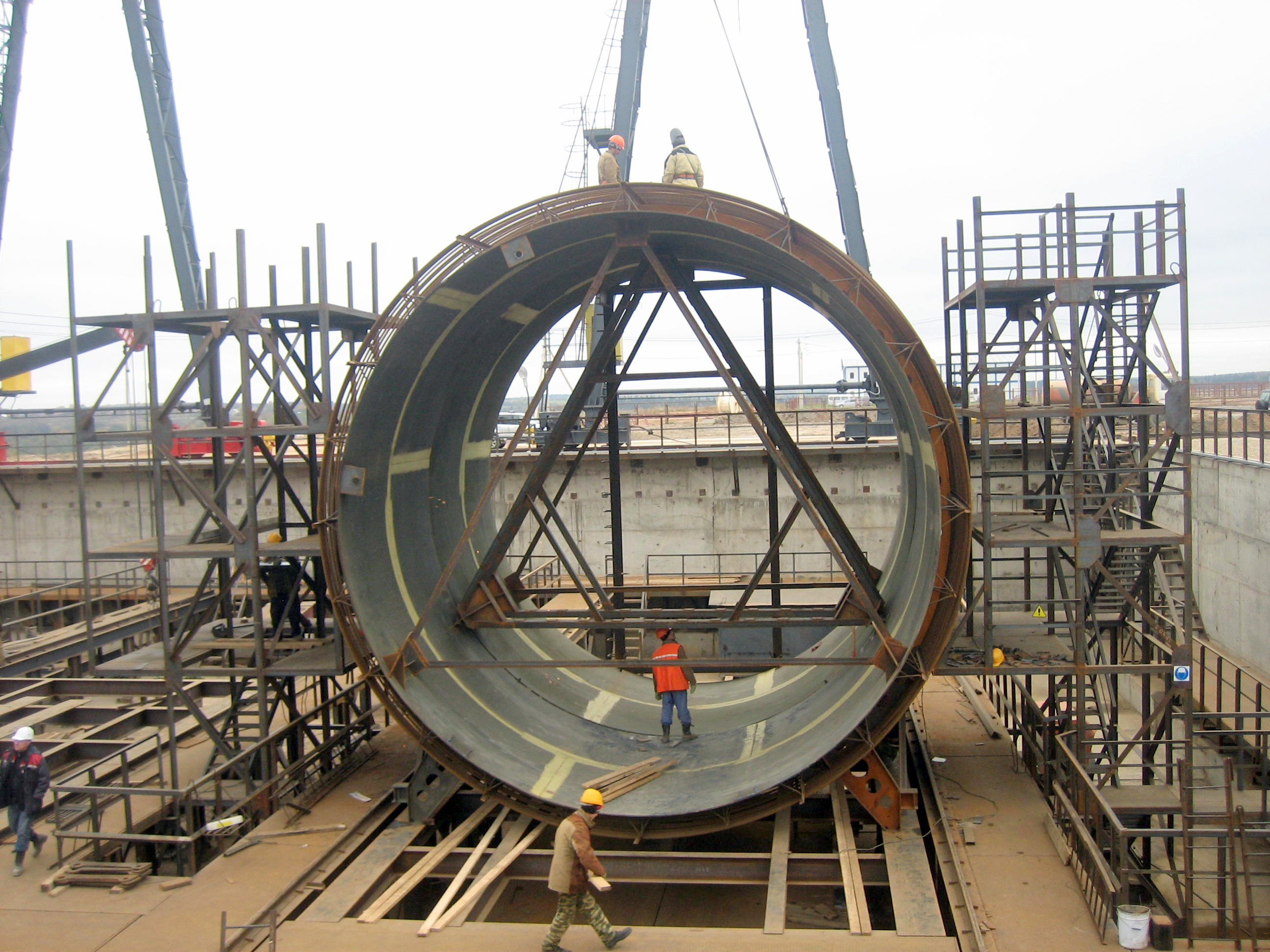
Арматурный каркас секции водовода
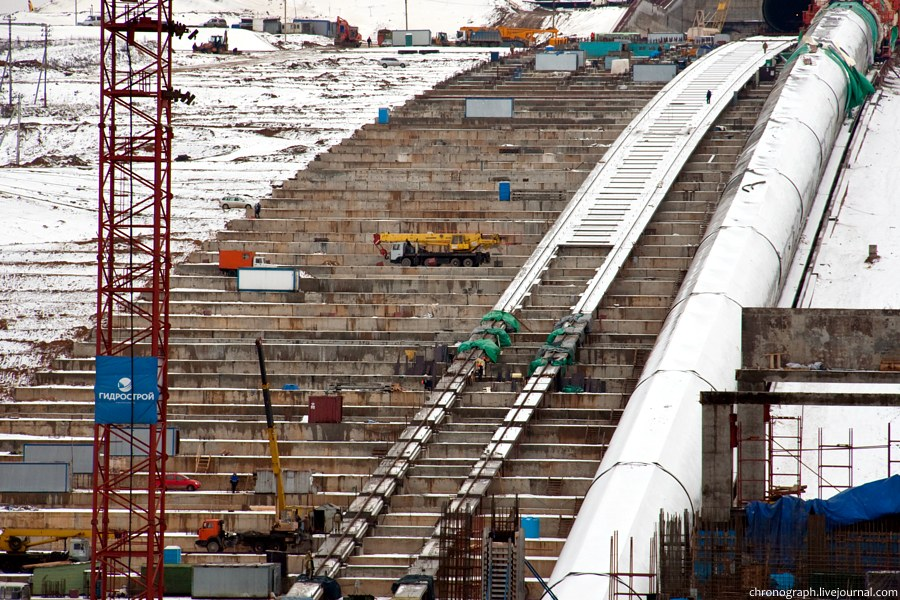
Напорные водоводы, декабрь 2011
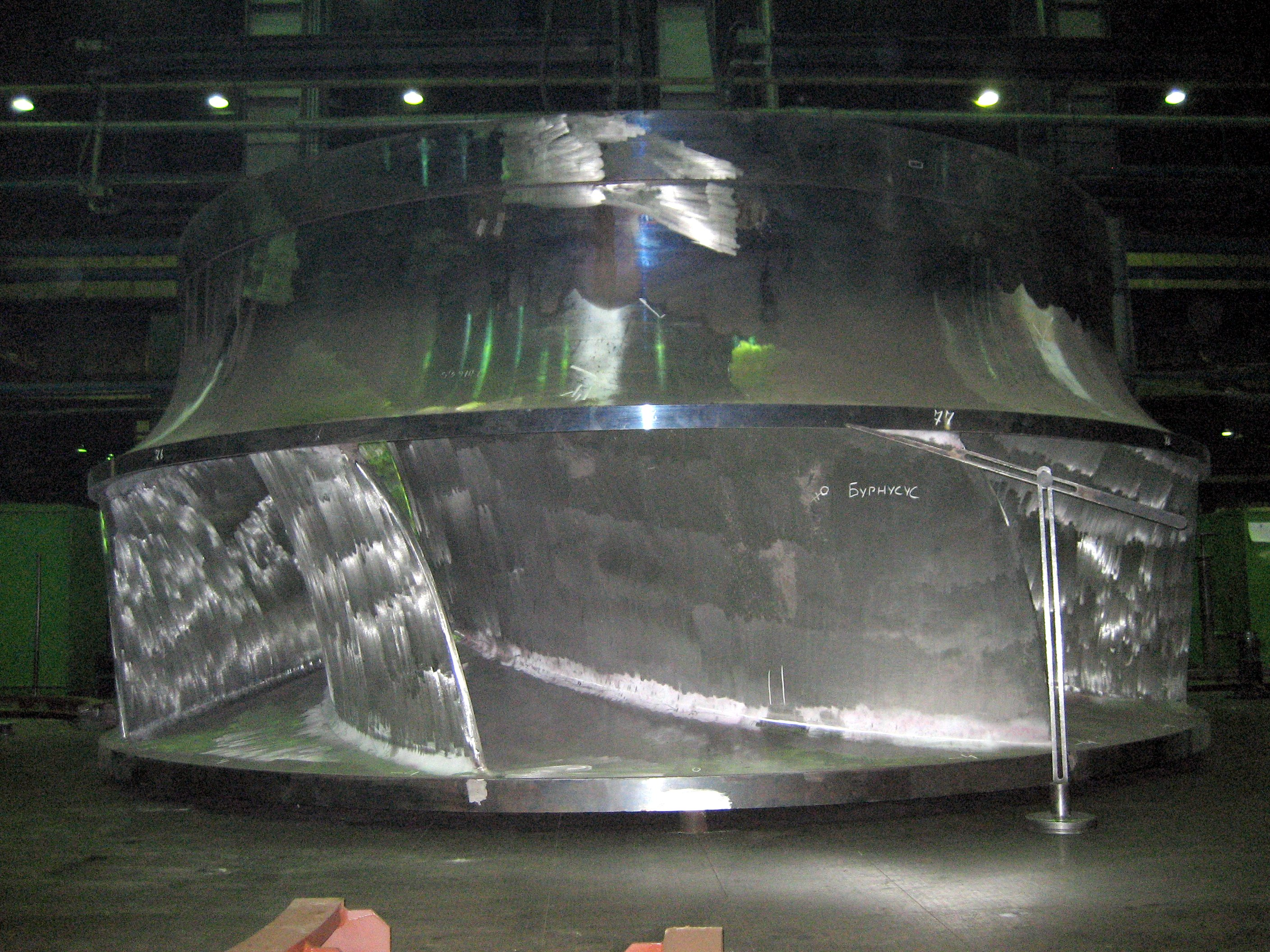
Рабочее колесо насосотурбины

В 2011 году готовность Загорской ГАЭС-2 достигла 50 %. На строительную площадку были доставлены два последних рабочих колеса насос-турбин, было завершено строительство первой нитки водовода и начато сооружение второй нитки, завершён монтаж элегазового оборудования КРУЭ, монтаж спиральной камеры первого гидроагрегата. В 2012 году начаты сооружение третьей нитки водоводов, высоковольтные испытания КРУЭ, монтаж рабочих колёс и двигателей-генераторов первых двух гидроагрегатов, блочных трансформаторов, отсыпка дамб верхнего бассейна в объёме пускового комплекса, углубление нижнего бассейна. Испытательный пуск первых двух гидроагрегатов Загорской ГАЭС-2 в режиме синхронного компенсатора был произвёден в декабре 2012 года, пуск третьего гидроагрегата был намечен на 2013 год, пуск четвёртого гидроагрегата и завершение строительства всего комплекса сооружений планировалось осуществить в 2014 году.

#### Осадка здания ГАЭС
В 22 часа 57 минут 17 сентября 2013 года в результате осадки здания Загорской ГАЭС-2 произошло подтопление машинного зала и пристанционной площадки. В тот момент на территории станционного узла находились 15 человек, все они организованно покинули здание и не пострадали. В результате инцидента под зданием ГАЭС размыло грунт, так что машинный зал просел правой частью на 1,2 м, а левая часть поднялась на 22 см, плиты разошлись, и здание, а также часть котлована ГАЭС затопило.
Комиссии Ростехнадзора и ПАО «РусГидро» установили, что подтопление происходило через нарушенные деформационные швы и входные отверстия недостроенных водоводов. Последующими исследованиями, в том числе путём бурения скважин, в районе правой части строения были обнаружены размывы грунта. Произошедший технический инцидент был признан страховым случаем. В связи с произошедшей осадкой здания Загорской ГАЭС-2 Совет рынка разрешил РусГидро перенести начало поставки мощности Загорской ГАЭС-2 на 2024 год
По факту случившегося в феврале 2015 года Следственным комитетом по Московской области было возбуждено уголовное дело по факту совершения преступлений, предусмотренных ст. 216 УК РФ («Нарушение правил безопасности при ведении горных, строительных и иных работ») и ст. 238 УК РФ («Выполнение работ или оказание услуг, не отвечающих требованиям безопасности»). Причиной аварии была признана ошибка проектной организации:
«Неэффективность работы противофильтрационных устройств обусловлена несовершенством их проекта, а также недостаточной изученностью грунтов основания. Сложная фильтрационная картина в основании станции и недостаточное количество запланированных к установке контрольно-измерительных приборов привели к тому, что проектная организация не сумела своевременно распознать угрозу негативного развития ситуации», — сообщила официальный представитель «РусГидро» Елена Вишнякова.
15 декабря 2017 года «РусГидро» сообщило, что Загорская ГАЭС-2 будет временно законсервирована.

#### Операция по выравниванию здания ГАЭС
28 декабря 2018 года совет директоров ПАО «РусГидро» одобрил проект выравнивания здания строящейся Загорской ГАЭС-2 путём нагнетания специальных затвердевающих составов под фундаментную плиту. Стоимость работ оценивается в 3,15 млрд руб. Документация разработана институтом «Гидропроект».
В октябре 2019 года «РусГидро» сообщило о начале работ по выравниванию здания Загорской ГАЭС-2, которые планировалось завершить в 2022 году. В сентябре 2022 года член правления «РусГидро» Роман Бердников заявил, что компания продолжает восстановительные работы на Загорской ГАЭС-2 и надеется, что в 2023 году будет иметь чёткое понимание о её дальнейшей судьбе. 
В 2024 году компания сообщила, что завершение работ по выравниванию здания станции намечено на четвёртый квартал 2025 года. По состоянию на сентябрь 2024 года здание было поднято на 60 см, пуск станции планировался на 2028 год.
В марте 2025 года было заявлено, что "РусГидро в 2025 году планирует начать работы по восстановлению оборудования Загорской ГАЭС-2 в рамках ликвидации последствий осадки здания станционного узла, говорится в отчете АО "Загорская ГАЭС-2".
Эти работы будут продолжаться в 2026-2027 годах. В этот же период будет проводиться восстановление сооружений Загорской ГАЭС-2 до проектного состояния.
Корректировка проекта строительства Загорской ГАЭС-2 и получение положительного заключения Главгосэкспертизы планируются в 2026-2028 годах по результатам выравнивания станционного узла станции. Тогда же запланировано выполнение работ по достройке электростанции, отмечается в отчете.
В 2024 году на объекте выполнялись работы по выравниванию скважин и нагнетание раствора в скважины 4 и 5 ярусов, сопутствующие этому работы, сообщила "Загорская ГАЭС-2".
Ранее решением "Совета рынка" ввод Загорской ГАЭС-2 был перенесен на 1 декабря 2028 года. В отчете подтверждаются планы завершить все работы по восстановлению электростанции к этому сроку."